# Saulle Franzini
Saulle Franzini (Guastalla, 1902 – Guastalla, 30 luglio 1989) è stato un calciatore italiano, di ruolo centrocampista.

## Carriera
Ha esordito con i crociati il 5 febbraio 1922 nella partita Parma-Spal (2-2), Ha militato nel Parma fino al 1927, disputando 54 gare e segnando 7 reti,, ed in seguito nella Comense fino al 1929. Tornato al Parma, ha debuttato in Serie B nella stagione 1929-1930, disputando tre campionati cadetti per un totale di 62 presenze e 4 reti.
Nella stagione 1932-1933 ha militato nel Suzzara.
Era fratello di Rubens Franzini.

## Palmarès

### Club

#### Competizioni nazionali
- Seconda Divisione: 1

Parma: 1924-1925